# Amontons (krater księżycowy)
Amontons – niewielki uderzeniowy krater na Księżycu, położony w zachodniej części Mare Fecunditatis.
Jego okrągły kształt został utworzony w wyniku uderzenia niewielkiego meteorytu. Jest tego samego odcieniu, co otaczające go morze księżycowe.